# Кримський агротехнологічний університет
Кримський агротехнологічний університет — український вищий навчальний заклад, що існує з 1922 року. Розташований у селищі Аграрне, Автономна Республіка Крим.
Повна назва — Південний філіал Національного університету біоресурсів і природокористування України «Кримський агротехнологічний університет».

## Опис
Основними напрямками діяльності університету є підготовка фахівців сільськогосподарського й лісового профілю, ветеринарної медицини, перепідготовка й підвищення кваліфікації керівних кадрів і фахівців АПК, держслужбовців і керівників державних підприємств, організацій і установ сфери АПК; проведення наукових досліджень і дослідно-конструкторських робіт; координація діяльності організацій, установ, підприємств і інших структур у питаннях наукових досліджень, навчальної роботи й виробничої діяльності в системі АПК АР Крим і Півдня України; організація стажування студентів і співробітників університету за кордоном; інформаційне науково-консультаційне обслуговування суб'єктів господарської діяльності у сфері АПК, підприємницької діяльності; навчання студентів по програмі підготовки офіцерів запасу; зовнішньоекономічна діяльність і ін.
Університет підтримує тісні зв'язки з Гентським університетом (Бельгія), Університетом ім. Гумбольдта (Німеччина), Вагенингенським університетом (Нідерланди). За останні п'ять років на базі університету проведено три міжнародні навчальні й наукові конференції. Щорічно навчально-виробничі практики за кордоном проходить близько 300 студентів і аспірантів.

## Історія
Заснований 1922 у Сімферополі на базі агроном. факультету (створ. 1918) Таврійського університету як Крим. інститут с.-г. галузей, від 1923 — інститут спец. і тех. культур, від 1936 — с.-г. інститут ім. М. Калініна, від 1997 — аграр., від 2003 — агротехнол. університет, від 2004 — Пд. філія Нац. аграр. університету. Від 2008 — сучасна назва.
Від 1965 розташ. у селищі Аграрне.
Здійснює підготовку, перепідготовку та підвищення кваліфікації фахівців на ф-тах: агроном.; землеустрою; геодезії; ліс., садово-парк. і мислив. госп-в; економіки; механізації підприємства та технології переробки с.-г. продукції; вет. медицини. Функціонують також наук.-навч.-метод. центр та навч.-наук. центр інформатизації і телекомунікац. систем. На 38-ми каф. працюють 335 викл., зокрема 44 д-ри, 181 канд. н. Серед відомих учених — І. Якушкін, В. Палладін, Г. Морозов, М. Клепинін, П. Богдан, В. Колесников, П. Болгарев, М. Щербаков, В. Лемещенко, В. Гордієнко, Є. Ніколаєв, В. Турбін, О. Дикань, М. Макрушин, П. Хриєнко, Л. Бабицький, П. Догода, Б. Криштофорова, С. Дженєєв, Л. Славгородська-Курпієва. Навч. бл. 6 тис. студентів (на денній формі — 3,5 тис. осіб), понад 1 тис. фахівців підвищують кваліфікацію. У ВНЗі сформувалися наук. школи з овочівництва, плодівництва, виноградарства, рослинництва, агрохімії, діагностики й терапії захворювань с.-г. тварин, теорії екон. ефективності с. господарства та ін. Основні напрями наук. досліджень: розроблення енергоощад. економічно ефектив. технологій виробництва с.-г. та ліс. продукції; біологізація с. господарства; охорона природи і сталий розвиток суспільства; раціоналізація соц. розвитку сільс. місцевості; механізація, електрифікація й автоматизація с.-г. виробництва; якість, біобезпека, сертифікація і стандартизація технологій виробництва с.-г. та харч. продукції. Від 1946 видає «Наукові праці Південної філії Національного університету біоресурсів і природокористування України „Кримський агротехнологічний університет“».
Має 2 навч. корпуси, 6 гуртожитків, санаторій-профілакторій. Перший дир. — С. Країнський (до 1925).
З 2014 року під російською окупацією.